# プライド (競走馬)
プライド（Pride、香港表記：自豪）は、フランスの競走馬。2006年のサンクルー大賞でハリケーンランを破って優勝し、同年の凱旋門賞では、ディープインパクト、ハリケーンランに先着し2位に入線した。
なお、この馬のデビュー戦には武豊が騎乗している（3着）。

## 戦績

### 2歳 - 4歳時代
当初はフランスのジョン・ハモンド厩舎に所属。2002年8月31日、ドーヴィル競馬場で武豊を背にデビューし3着。この1戦のみで2歳シーズンを終える。
翌2003年はイギリスに移籍。1年以上の休養明けとなった復帰戦で2着に入り、その次走で初勝利を挙げたが、続く準重賞は7着に敗れた。
2004年には再びフランスへ。この年2戦目のG3アレフランス賞で重賞初勝利を挙げ、G2コリーダ賞3着を経てサンクルー大賞でG1に初挑戦したが、結果は5着。その後G2ジャンロマネ賞2着、G1ヴェルメイユ賞で3着と好走したものの、続いて挑んだ凱旋門賞では生涯唯一の2桁着順となる13着に大敗した（優勝はバゴ。日本から挑戦したタップダンスシチーは17着）。この2週間後のG2コンセイユドパリ賞を5馬身差で圧勝し2004年を締め括っている。

### 5歳・6歳時代
2005年の初戦はG1のガネー賞。このレースでは前年の凱旋門賞馬バゴを相手に僅差の2番手に入線する好走を見せたが、進路妨害のため6着に降着となってしまう。次走のコロネーションカップも6着と凡走したが、クリストフ・ルメールを鞍上に迎えたジャンロマネ賞を勝利すると、凱旋門賞の前哨戦であるG2フォワ賞ではアルカセット、シロッコらを抑えて快勝した。しかし前年の雪辱を果たすべく臨んだ凱旋門賞はハリケーンランの7着に敗れ、クリストフ・スミヨンに乗り替わったチャンピオンステークス、香港カップでは共に2着と、G1にはあと一歩届かなかった。
2006年シーズンは鞍上がルメールに戻る。初戦のガネー賞こそ4着に終わったものの、続くコリーダ賞を勝って迎えたサンクルー大賞で、圧倒的1番人気に推されていたハリケーンランをゴール寸前で捕らえG1初制覇を果たす。2ヵ月半ほど間隔の開いた次走のフォワ賞はシロッコ、ハリケーンランからクビ+クビ差の3着に敗れたが、このレースをあくまで凱旋門賞へのステップと捉えていた陣営にとっては上々の内容であり、3年連続の挑戦となったその凱旋門賞では、後方追走から最後の直線で日本馬ディープインパクトをかわし、レイルリンクに次ぐ2着に食い込んだ。この後、前年に続き出走したチャンピオンステークスでハリケーンランらを退けて3馬身差の圧勝を収め、さらに年末の香港カップではアドマイヤムーンの外からの追い込みをハナ差凌ぎ切り勝利した。
この香港カップを最後に引退、繁殖入りした。

### 競走成績
| 出走日     | 競馬場           | 競走名             | 格   | 距離     | 着順 | 騎手             | 着差      | 1着（2着）馬      |
| ---------- | ---------------- | ------------------ | ---- | -------- | ---- | ---------------- | --------- | ----------------- |
| 2002.08.31 | ドーヴィル       | ノワールメール賞   |      | 芝1400m  | 3着  | 武豊             | 2 1/2馬身 | Etoile Montante   |
| 2003.10.08 | リングフィールド | 未勝利S            |      | AW7f     | 2着  | E.アハーン       | 3 1/2馬身 | Miss Pebbles      |
| 2003.10.25 | ニューベリー     | 未勝利S            |      | 芝10f8y  | 1着  | E.アハーン       | 2馬身     | (Golden Bar)      |
| 2003.11.07 | ドンカスター     | 牝馬S              | 準重 | 芝10F60y | 9着  | E.アハーン       | 4 1/4馬身 | Al Ihtithar       |
| 2004.04.22 | ロンシャン       | アクスマジュール賞 |      | 芝2000m  | 4着  | D.ボニヤ         | 2 1/4馬身 | Le Fou            |
| 2004.05.07 | シャンティ       | アレフランス賞     | G3   | 芝2000m  | 1着  | D.ボニヤ         | 1 1/2馬身 | (Russian Hill)    |
| 2004.05.31 | サンクルー       | コリーダ賞         | G2   | 芝2100m  | 3着  | D.ボニヤ         | 2馬身     | Actrice           |
| 2004.07.04 | サンクルー       | サンクルー大賞     | G1   | 芝2400m  | 5着  | D.ボニヤ         | 3 3/4馬身 | Gamut             |
| 2004.08.22 | ドーヴィル       | ジャンロマネ賞     | G2   | 芝2000m  | 2着  | D.ボニヤ         | 2馬身     | Whortleberry      |
| 2004.09.12 | ロンシャン       | ヴェルメイユ賞     | G1   | 芝2400m  | 3着  | D.ボニヤ         | 1馬身     | Sweet Stream      |
| 2004.10.03 | ロンシャン       | 凱旋門賞           | G1   | 芝2400m  | 13着 | T.ジャルネ       | 8 1/2馬身 | Bago              |
| 2004.10.17 | ロンシャン       | コンセイユドパリ賞 | G2   | 芝2400m  | 1着  | D.ボニヤ         | 5馬身     | (Simplex)         |
| 2005.04.24 | ロンシャン       | ガネー賞           | G1   | 芝2100m  | 6着  | I.メンディザバル | 2位降着   | Bago              |
| 2005.06.03 | エプソム         | コロネーションC    | G1   | 芝12f8y  | 6着  | O.ペリエ         | 8 1/2馬身 | Yeats             |
| 2005.08.21 | ドーヴィル       | ジャンロマネ賞     | G2   | 芝2000m  | 1着  | C.ルメール       | 3/4馬身   | (Red Bloom)       |
| 2005.09.11 | ロンシャン       | フォワ賞           | G2   | 芝2400m  | 1着  | C.ルメール       | 2 1/2馬身 | (Alkaased)        |
| 2005.10.02 | ロンシャン       | 凱旋門賞           | G1   | 芝2400m  | 7着  | C.ルメール       | 7 1/4馬身 | Hurricane Run     |
| 2005.10.15 | ニューマーケット | チャンピオンS      | G1   | 芝10f    | 2着  | C.スミヨン       | 3/4馬身   | David Junior      |
| 2005.12.11 | 沙田             | 香港C              | G1   | 芝2000m  | 2着  | C.スミヨン       | クビ      | Vengeance of Rain |
| 2006.04.30 | ロンシャン       | ガネー賞           | G1   | 芝2100m  | 4着  | C.ルメール       | 6 3/4馬身 | Corre Caminos     |
| 2006.05.29 | サンクルー       | コリーダ賞         | G2   | 芝2100m  | 1着  | C.ルメール       | 1 1/2馬身 | (Paita)           |
| 2006.06.25 | サンクルー       | サンクルー大賞     | G1   | 芝2400m  | 1着  | C.ルメール       | アタマ    | (Hurricane Run)   |
| 2006.09.10 | ロンシャン       | フォワ賞           | G2   | 芝2400m  | 3着  | C.ルメール       | 1/2馬身   | Shirocco          |
| 2006.10.01 | ロンシャン       | 凱旋門賞           | G1   | 芝2400m  | 2着  | C.ルメール       | クビ      | Rail Link         |
| 2006.10.14 | ニューマーケット | チャンピオンS      | G1   | 芝10f    | 1着  | C.ルメール       | 3馬身     | (Rob Roy)         |
| 2006.12.10 | 沙田             | 香港C              | G1   | 芝2000m  | 1着  | C.ルメール       | 短頭      | (Admire Moon)     |

※　Sはステークス、Cはカップの略。

## 血統表
| プライドの血統（ヌレイエフ系 / Nearco 5×5=6.25%、Native Dancer 5×5=6.25%（父内）） | プライドの血統（ヌレイエフ系 / Nearco 5×5=6.25%、Native Dancer 5×5=6.25%（父内）） | プライドの血統（ヌレイエフ系 / Nearco 5×5=6.25%、Native Dancer 5×5=6.25%（父内）） | （血統表の出典）     | （血統表の出典） |
| 父 *パントレセレブル Peintre Celebre 1994 アメリカ 栗毛                            | 父の父Nureyev 1977 アメリカ 鹿毛                                                   | Northern Dancer                                                                    | Nearctic             | Nearctic         |
| 父 *パントレセレブル Peintre Celebre 1994 アメリカ 栗毛                            | 父の父Nureyev 1977 アメリカ 鹿毛                                                   | Northern Dancer                                                                    | Natalma              |                  |
| 父 *パントレセレブル Peintre Celebre 1994 アメリカ 栗毛                            | 父の父Nureyev 1977 アメリカ 鹿毛                                                   | Special                                                                            | Forli                | Forli            |
| 父 *パントレセレブル Peintre Celebre 1994 アメリカ 栗毛                            | 父の父Nureyev 1977 アメリカ 鹿毛                                                   | Special                                                                            | Thong                |                  |
| 父 *パントレセレブル Peintre Celebre 1994 アメリカ 栗毛                            | 父の母Peintre Bleue 1987 アメリカ 栗毛                                             | Alydar 1975                                                                        | Raise a Native       | Raise a Native   |
| 父 *パントレセレブル Peintre Celebre 1994 アメリカ 栗毛                            | 父の母Peintre Bleue 1987 アメリカ 栗毛                                             | Alydar 1975                                                                        | Sweet Tooth          |                  |
| 父 *パントレセレブル Peintre Celebre 1994 アメリカ 栗毛                            | 父の母Peintre Bleue 1987 アメリカ 栗毛                                             | Petoroleuse 1978                                                                   | Habitat              | Habitat          |
| 父 *パントレセレブル Peintre Celebre 1994 アメリカ 栗毛                            | 父の母Peintre Bleue 1987 アメリカ 栗毛                                             | Petoroleuse 1978                                                                   | Plencia              |                  |
| 母 Specificity 1988 アメリカ 鹿毛                                                  | 母の父Alleged 1974 アメリカ 鹿毛                                                   | Hoist the Flag 1968                                                                | Tom Rolfe            | Tom Rolfe        |
| 母 Specificity 1988 アメリカ 鹿毛                                                  | 母の父Alleged 1974 アメリカ 鹿毛                                                   | Hoist the Flag 1968                                                                | Wavy Navy            |                  |
| 母 Specificity 1988 アメリカ 鹿毛                                                  | 母の父Alleged 1974 アメリカ 鹿毛                                                   | Princess Pout 1966                                                                 | Prince John          | Prince John      |
| 母 Specificity 1988 アメリカ 鹿毛                                                  | 母の父Alleged 1974 アメリカ 鹿毛                                                   | Princess Pout 1966                                                                 | Determined Lady      |                  |
| 母 Specificity 1988 アメリカ 鹿毛                                                  | 母の母Mandera 1970 アメリカ 鹿毛                                                   | Vaguely Noble                                                                      | Vienna               | Vienna           |
| 母 Specificity 1988 アメリカ 鹿毛                                                  | 母の母Mandera 1970 アメリカ 鹿毛                                                   | Vaguely Noble                                                                      | Boble Lassie         |                  |
| 母 Specificity 1988 アメリカ 鹿毛                                                  | 母の母Mandera 1970 アメリカ 鹿毛                                                   | Foolish One 1957                                                                   | Tom Fool             | Tom Fool         |
| 母 Specificity 1988 アメリカ 鹿毛                                                  | 母の母Mandera 1970 アメリカ 鹿毛                                                   | Foolish One 1957                                                                   | Miss Disco F-No. 8-d |                  |